# Palacio de Gråsten
El Palacio de Gråsten está situado en la localidad de Gråsten en Dinamarca y es una residencia de la familia real danesa. 

## Jardines
El jardín del castillo es de estilo romántico y fue diseñado a finales del siglo XX. Después de que la casa real se hiciera cargo del castillo en 1939, a petición de la princesa heredera Ingrid, se inició una reorganización del jardín en estilo inglés. El jardín se caracteriza por césped abierto, grandes zonas de arbustos, macizos de rosas y flores y una vista del lago circundante y del paisaje forestal.